# Gnaphosa
Gnaphosa Latreille, 1804 è un genere di ragni appartenente alla famiglia Gnaphosidae.

## Distribuzione
Le 143 specie note di questo genere sono diffuse in tutti i continenti: è un genere cosmopolita.
Sono 22 le specie rinvenute in territorio italiano: la G. basilicata e la G. lonai sono due endemismi: la prima è stata reperita nella regione omonima, nel comprensorio del Monte Pollino. La seconda in Sicilia, nei pressi di Palermo, in località Pizzo Antenna.

## Tassonomia
Considerato un sinonimo anteriore di Cylphosa Ubick & Roth, 1973a e di Pterochroa Benoit, 1977c, a seguito delle analisi effettuate sugli esemplari tipo di Gnaphosa funerea Dalmas, 1921 dall'aracnologo Murphy in un lavoro del 2007.
Questo genere erroneamente è stato considerato sinonimo anteriore di Drassina Grube, 1861, a seguito di uno studio degli aracnologi Ovtsharenko & Marusik del 1988.
Non sono stati esaminati esemplari di questo genere dal 2015.
Attualmente, a ottobre 2015, si compone di 143 specie e tre sottospecie:
1. Gnaphosa aborigena Tyschchenko, 1965 — Kazakistan
2. Gnaphosa akagiensis Hayashi, 1994 — Giappone
3. Gnaphosa alacris Simon, 1878 — Francia, Italia, Croazia, Marocco
4. Gnaphosa alpica Simon, 1878 — Europa
5. Gnaphosa altudona Chamberlin, 1922 — USA
6. Gnaphosa antipola Chamberlin, 1933 — USA, Canada
7. Gnaphosa artaensis Wunderlich, 2011 — Maiorca
8. Gnaphosa atramentaria Simon, 1878 — Francia
9. Gnaphosa azerbaidzhanica Tuneva & Esyunin, 2003 — Azerbaigian
10. Gnaphosa badia (L. Koch, 1866) — dall'Europa all'Azerbaigian
11. Gnaphosa balearicola Strand, 1942 — Isole Baleari
12. Gnaphosa banini Marusik & Koponen, 2001 — Mongolia
13. Gnaphosa basilicata Simon, 1882 — Italia
14. Gnaphosa belyaevi Ovtsharenko, Platnick & Song, 1992 — Mongolia
15. Gnaphosa betpaki Ovtsharenko, Platnick & Song, 1992 — Russia, Kazakistan
16. Gnaphosa bicolor (Hahn, 1833) — dall'Europa alla Georgia
17. Gnaphosa bithynica Kulczyński, 1903 — Creta, Turchia
18. Gnaphosa borea Kulczynski, 1908 — Regione olartica
19. Gnaphosa brumalis Thorell, 1875 — USA, Canada, Alaska
20. Gnaphosa californica Banks, 1904 — USA, Canada
21. Gnaphosa campanulata Zhang & Song, 2001 — Cina
22. Gnaphosa cantabrica Simon, 1914 — Spagna, Francia
23. Gnaphosa caucasica Ovtsharenko, Platnick & Song, 1992 — Russia
24. Gnaphosa chiapas Platnick & Shadab, 1975 — Messico
25. Gnaphosa chihuahua Platnick & Shadab, 1975 — Messico
26. Gnaphosa chola Ovtsharenko & Marusik, 1988 — Russia, Mongolia, Cina
27. Gnaphosa clara (Keyserling, 1887) — Nordamerica
28. Gnaphosa corticola Simon, 1914 — Francia
29. Gnaphosa cumensis Ponomarev, 1981 — Ucraina, Russia, Mongolia
30. Gnaphosa cyrenaica (Caporiacco, 1949) — Libia
31. Gnaphosa danieli Miller & Buchar, 1972 — Afghanistan
32. Gnaphosa dege Ovtsharenko, Platnick & Song, 1992 — Kirghizistan, Cina
33. Gnaphosa dentata Platnick & Shadab, 1975 — USA
34. Gnaphosa deserta Ponomarev & Dvadnenko, 2011 — Russia
35. Gnaphosa dolosa Herman, 1879 — Regione paleartica
36. Gnaphosa eskovi Ovtsharenko, Platnick & Song, 1992 — Kazakistan
37. Gnaphosa esyunini Marusik, Fomichev & Omelko, 2014 — Mongolia
38. Gnaphosa eucalyptus Ghafoor & Beg, 2002 — Pakistan
39. Gnaphosa fagei Schenkel, 1963 — Kazakistan, Cina
40. Gnaphosa fallax Herman, 1879 — Ungheria
41. Gnaphosa fontinalis Keyserling, 1887 — USA, Messico
42. Gnaphosa funerea (Dalmas, 1921) — isola di Sant'Elena
43. Gnaphosa gracilior Kulczynski, 1901 — Russia, Mongolia, Cina
44. Gnaphosa haarlovi Denis, 1958 — Asia centrale
45. Gnaphosa halophila Esyunin & Efimik, 1997 — Russia
46. Gnaphosa hastata Fox, 1937 — Cina, Corea
47. Gnaphosa hirsutipes Banks, 1901 — USA, Messico
48. Gnaphosa iberica Simon, 1878 — Spagna
49. Gnaphosa ilika Ovtsharenko, Platnick & Song, 1992 — Kazakistan, Kirghizistan, Uzbekistan
50. Gnaphosa inconspecta Simon, 1878 — Regione paleartica
51. Gnaphosa jodhpurensis Tikader & Gajbe, 1977 — India, Cina
52. Gnaphosa jucunda Thorell, 1875 — Russia, Ucraina
53. Gnaphosa kailana Tikader, 1966 — India
54. Gnaphosa kamurai Ovtsharenko, Platnick & Song, 1992 — Giappone
55. Gnaphosa kankhalae Biswas & Roy, 2008 — India
56. Gnaphosa kansuensis Schenkel, 1936 — Russia, Cina, Corea
57. Gnaphosa ketmer Tuneva, 2005 — Kazakistan
58. Gnaphosa khovdensis Marusik, Fomichev & Omelko, 2014 — Mongolia
59. Gnaphosa kompirensis Bösenberg & Strand, 1906 — Russia, Cina, Corea, Giappone, Vietnam
60. Gnaphosa kuldzha Ovtsharenko, Platnick & Song, 1992 — Turkmenistan, Kirghizistan
61. Gnaphosa kurchak Ovtsharenko, Platnick & Song, 1992 — Kirghizistan
62. Gnaphosa lapponum (L. Koch, 1866) — dall'Europa all'Asia centrale
  - Gnaphosa lapponum inermis Strand, 1899 — Norvegia
63. Gnaphosa leporina (L. Koch, 1866) — Regione paleartica
64. Gnaphosa licenti Schenkel, 1953 — Kazakistan, Russia, Mongolia, Cina, Corea
65. Gnaphosa limbata Strand, 1900 — Norvegia
66. Gnaphosa lonai Caporiacco, 1949 — Italia
67. Gnaphosa lucifuga (Walckenaer, 1802)[3] — Regione paleartica
  - Gnaphosa lucifuga minor Nosek, 1905 — Turchia
68. Gnaphosa luctifica Simon, 1879 — Francia
69. Gnaphosa lugubris (C.L. Koch, 1839) — dall'Europa all'Asia centrale
70. Gnaphosa mandschurica Schenkel, 1963 — Russia, Mongolia, Cina, Nepal
71. Gnaphosa maritima Platnick & Shadab, 1975 — USA, Messico
72. Gnaphosa mcheidzeae Mikhailov, 1998 — Georgia
73. Gnaphosa microps Holm, 1939 — Regione olartica
74. Gnaphosa modestior Kulczynski, 1897 — dall'Europa orientale all'Azerbaigian
75. Gnaphosa moerens O. P.-Cambridge, 1885 — Cina, Nepal
76. Gnaphosa moesta Thorell, 1875 — Ungheria, Romania, Ucraina, Russia
77. Gnaphosa mongolica Simon, 1895 — dall'Ungheria alla Cina
78. Gnaphosa montana (L. Koch, 1866) — Regione paleartica
79. Gnaphosa monteserra Wunderlich, 2015 — Portogallo
80. Gnaphosa muscorum (L. Koch, 1866) — Regione olartica
  - Gnaphosa muscorum gaunitzi Tullgren, 1955 — Svezia, Russia
81. Gnaphosa namulinensis Hu, 2001 — Cina
82. Gnaphosa nigerrima L. Koch, 1877 — Regione paleartica
83. Gnaphosa nordlandica Strand, 1900 — Norvegia
84. Gnaphosa norvegica Strand, 1900 — Norvegia
85. Gnaphosa occidentalis Simon, 1878 — Europa occidentale
86. Gnaphosa oceanica Simon, 1878 — Francia
87. Gnaphosa oligerae Ovtsharenko & Platnick, 1998 — Russia
88. Gnaphosa opaca Herman, 1879 — dall'Europa all'Asia centrale
89. Gnaphosa orites Chamberlin, 1922 — Regione olartica
90. Gnaphosa ovchinnikovi Ovtsharenko, Platnick & Song, 1992 — Kirghizistan
91. Gnaphosa pakistanica Ovtchinnikov, Ahmad & Inayatullah, 2008 — Pakistan
92. Gnaphosa parvula Banks, 1896 — USA, Canada, Alaska
93. Gnaphosa pauriensis Tikader & Gajbe, 1977 — India
94. Gnaphosa pengi Zhang & Yin, 2001 — Cina
95. Gnaphosa perplexa Denis, 1958 — Afghanistan
96. Gnaphosa petrobia L. Koch, 1872 — Europa
97. Gnaphosa pilosa Savelyeva, 1972 — Kazakistan
98. Gnaphosa poonaensis Tikader, 1973 — India
99. Gnaphosa porrecta Strand, 1900 — Norvegia
100. Gnaphosa potanini Simon, 1895 — Russia, Mongolia, Cina, Corea, Giappone
101. Gnaphosa potosi Platnick & Shadab, 1975 — Messico
102. Gnaphosa primorica Ovtsharenko, Platnick & Song, 1992 — Russia, Giappone
103. Gnaphosa prosperi Simon, 1878 — Spagna
104. Gnaphosa pseashcho Ovtsharenko, Platnick & Song, 1992 — Russia
105. Gnaphosa pseudoleporina Ovtsharenko, Platnick & Song, 1992 — Russia
106. Gnaphosa rasnitsyni Marusik, 1993 — Mongolia
107. Gnaphosa reikhardi Ovtsharenko, Platnick & Song, 1992 — Kazakistan, Kirghizistan
108. Gnaphosa rhenana Müller & Schenkel, 1895 — Svizzera, Germania, Austria, Italia, Romania
109. Gnaphosa rohtakensis Gajbe, 1992 — India
110. Gnaphosa rufula (L. Koch, 1866) — Ungheria, Russia, Kazakistan, Libano, Israele
111. Gnaphosa salsa Platnick & Shadab, 1975 — USA, Messico
112. Gnaphosa sandersi Gertsch & Davis, 1940 — Messico
113. Gnaphosa saurica Ovtsharenko, Platnick & Song, 1992 — Russia, Ucraina, Georgia, Asia centrale
114. Gnaphosa saxosa Platnick & Shadab, 1975 — USA
115. Gnaphosa secreta Simon, 1878 — Francia
116. Gnaphosa sericata (L. Koch, 1866) — dagli USA al Guatemala, Cuba
117. Gnaphosa similis Kulczynski, 1926 — regione paleartica orientale
118. Gnaphosa sinensis Simon, 1880 — Cina, Corea
119. Gnaphosa snohomish Platnick & Shadab, 1975 — USA, Canada
120. Gnaphosa songi Zhang, 2001 — Cina
121. Gnaphosa sonora Platnick & Shadab, 1975 — Messico
122. Gnaphosa steppica Ovtsharenko, Platnick & Song, 1992 — dalla Turchia al Kazakistan
123. Gnaphosa sticta Kulczynski, 1908 — Regione paleartica
124. Gnaphosa stoliczkai O. P.-Cambridge, 1885 — Cina
125. Gnaphosa stussineri Simon, 1885 — Grecia
126. Gnaphosa synthetica Chamberlin, 1924 — USA, Messico
127. Gnaphosa tarabaevi Ovtsharenko, Platnick & Song, 1992 — Kazakistan, Kirghizistan
128. Gnaphosa taurica Thorell, 1875 — dalla Bulgaria alla Cina
129. Gnaphosa tenebrosa Fox, 1938 — probabilmente Messico
130. Gnaphosa tetrica Simon, 1878 — Francia, Macedonia
131. Gnaphosa tigrina Simon, 1878 — dal Mediterraneo alla Russia
132. Gnaphosa tumd Tang, Song & Zhang, 2001 — Cina
133. Gnaphosa tunevae Marusik & Omelko, 2014 — Mongolia
134. Gnaphosa tuvinica Marusik & Logunov, 1992 — Russia, Mongolia
135. Gnaphosa ukrainica Ovtsharenko, Platnick & Song, 1992 — Ucraina, Turkmenistan
136. Gnaphosa ustyuzhanini Fomichev, Marusik & Omelko, 2013 — Mongolia
137. Gnaphosa utahana Banks, 1904 — USA
138. Gnaphosa wiehlei Schenkel, 1963 — Russia, Mongolia, Cina
139. Gnaphosa xieae Zhang & Yin, 2001 — Cina
140. Gnaphosa zeugitana Pavesi, 1880 — Nordafrica
141. Gnaphosa zhaoi Ovtsharenko, Platnick & Song, 1992 — Cina
142. Gnaphosa zonsteini Ovtsharenko, Platnick & Song, 1992 — Kirghizistan
143. Gnaphosa zyuzini Ovtsharenko, Platnick & Song, 1992 — Kazakistan

### Specie trasferite
- Gnaphosa canaricola Strand, 1911; trasferita al genere Scotognapha Dalmas, 1920[1].
- Gnaphosa lindbergi Roewer, 1961; trasferita al genere Fedotovia Charitonov, 1946
- Gnaphosa rufa Denis, 1958; trasferita al genere Sosticus Chamberlin, 1922
- Gnaphosa scutata (Mello-Leitão, 1939); trasferita al genere Urozelotes Mello-Leitão, 1938

### Sinonimi
1. Gnaphosa acuaria Schenkel, 1963; posta in sinonimia con G. licenti Schenkel, 1953 a seguito di un lavoro di Song del 1987, quando aveva la denominazione di G. denisi[1].
2. Gnaphosa adriatica Kulczynski, 1897; posta in sinonimia con G. dolosa Herman, 1879 a seguito di un lavoro degli aracnologi Ovtsharenko, Platnick & Song del 1992.
3. Gnaphosa adspersa (Grube, 1861); trasferita qui dal genere Pterotricha e posta in sinonimia con G. kompirensis Bösenberg & Strand, 1906 a seguito di un lavoro degli aracnologi Ovtsharenko, Platnick & Song, 1992, contra un precedente lavoro della Wesolowska (1988b) che attribuì questi esemplari a G. muscorum.
4. Gnaphosa aeditua Schenkel, 1963; posta in sinonimia con G. licenti Schenkel, 1953 a seguito di un lavoro di Song del 1987, quando aveva la denominazione di G. denisi.
5. Gnaphosa ajdahania Roewer, 1961; posta in sinonimia con G. haarlovi Denis, 1958 a seguito di un lavoro degli aracnologi Ovtsharenko, Platnick & Song del 1992.
6. Gnaphosa alberti Schenkel, 1963; posta in sinonimia con G. kansuensis Schenkel, 1936 a seguito di un lavoro degli aracnologi Ovtsharenko, Platnick & Song del 1992.
7. Gnaphosa annamita Simon, 1908; posta in sinonimia con G. kompirensis Bösenberg & Strand, 1906 a seguito di un lavoro degli aracnologi Ovtsharenko, Platnick & Song del 1992.
8. Gnaphosa auriceps Schenkel, 1953; posta in sinonimia con G. mongolica Simon, 1895 a seguito di un lavoro degli aracnologi Ovtsharenko, Platnick & Song del 1992.
9. Gnaphosa baotianmanensis Hu, Wang & Wang, 1991; posta in sinonimia con G. hastata Fox, 1937 a seguito di uno studio degli aracnologi Song, Zhu & Zhang del 2004.
10. Gnaphosa barroisi Simon, 1892; posta in sinonimia con G. dolosa Herman, 1879 a seguito di un lavoro degli aracnologi Ovtsharenko, Platnick & Song del 1992. Da confrontare col successivo lavoro di Levy del 1995.
11. Gnaphosa berlandi Schenkel, 1963; posta in sinonimia con G. mandschurica Schenkel, 1963 a seguito di un lavoro degli aracnologi Ovtsharenko, Platnick & Song del 1992.
12. Gnaphosa bilineata L. Koch, 1879; posta in sinonimia con G. microps Holm, 1939 a seguito di uno studio dello stesso Holm del 1973, che soppresse il vecchio nome per mancanza di uso.
13. Gnaphosa bonneti Schenkel, 1963; posta in sinonimia con G. sinensis Simon, 1880 a seguito di un lavoro degli aracnologi Ovtsharenko, Platnick & Song del 1992.
14. Gnaphosa braendegaardi Schenkel, 1963; posta in sinonimia con G. mandshurica Schenkel, 1963 a seguito di un lavoro degli aracnologi Ovtsharenko, Platnick & Song del 1992.
15. Gnaphosa chaffanjoni Schenkel, 1963; posta in sinonimia con G. mongolica Simon, 1895 a seguito di un lavoro degli aracnologi Ovtsharenko, Platnick & Song del 1992.
16. Gnaphosa charitonowi Schenkel, 1963; posta in sinonimia con G. mandschurica Schenkel, 1963 a seguito di un lavoro degli aracnologi Ovtsharenko, Platnick & Song del 1992.
17. Gnaphosa corifera Schenkel, 1963; posta in sinonimia con G. mongolica Simon, 1895 a seguito di un lavoro degli aracnologi Ovtsharenko, Platnick & Song del 1992.
18. Gnaphosa davidi Schenkel, 1963; posta in sinonimia con G. kompirensis Bösenberg & Strand, 1906 a seguito di un lavoro degli aracnologi Ovtsharenko, Platnick & Song del 1992.
19. Gnaphosa denisi Schenkel, 1963; posta in sinonimia con G. licenti Schenkel, 1953 (Ovtsharenko, Platnick & Song, 1992: 53).
20. Gnaphosa distincta Banks, 1898; posta in sinonimia con G. fontinalis Keyserling, 1887 (Platnick & Shadab, 1975a: 54, contra Ubick & Roth, 1973a: 4).
21. Gnaphosa diversa (Blackwall, 1871); trasferita dal genere Drassodes e posta in sinonimia con G. sericata (L. Koch, 1866) a seguito di uno studio degli aracnologi Ubick & Roth (1973a); da confrontare anche con quanto scritto nel lavoro di Platnick & Shadab (1975a), a pag.7.
22. Gnaphosa falculata Schenkel, 1963; posta in sinonimia con G. kansuensis Schenkel, 1936 a seguito di un lavoro degli aracnologi Ovtsharenko, Platnick & Song del 1992.
23. Gnaphosa gigantea Keyserling, 1887; posta in sinonimia con G. muscorum (L. Koch, 1866) a seguito di un lavoro degli aracnologi Ubick & Roth (1973a), dopo analoghe considerazioni espresse da Gertsch (1935a).
24. Gnaphosa glandifera Schenkel, 1963; posta in sinonimia con G. mandschurica Schenkel, 1963 a seguito di un lavoro degli aracnologi Ovtsharenko, Platnick & Song del 1992.

### Nomina dubia
- Gnaphosa abnormis Banks, 1898b; esemplare femminile rinvenuto in Messico, a seguito di un lavoro degli aracnologi Platnick & Shadab, (1975a), è da ritenersi nomen dubium[1].
- Gnaphosa bicolor (Hentz, 1847); esemplare femminile reperito negli USA e originariamente ascritto al genere Herpyllus, a seguito di un lavoro degli aracnologi Platnick & Shadab, (1975a), è da ritenersi nomen dubium.
- Gnaphosa crassipes Schenkel, 1936b; esemplare juvenile rinvenuto in Mongolia, a seguito di uno studio degli aracnologi Ovtsharenko, Platnick & Song del 1992 è da ritenersi nomen dubium.
- Gnaphosa decepta Banks, 1898b; esemplare femminile rinvenuto in Messico, a seguito di un lavoro degli aracnologi Platnick & Shadab, (1975a), è da ritenersi nomen dubium.
- Gnaphosa expilator Drensky, 1929; esemplare juvenile reperito nei Balcani, indicato come G. explicatrix dall'aracnologo Roewer in un suo lavoro (1955c), poi corretto per concordanza col genere in G. explicator. A seguito di un lavoro di Deltshev del 2003 è da ritenersi nomen dubium.
- Gnaphosa fumosa (C. L. Koch, 1843); esemplare femminile rinvenuto in Europa e originariamente ascritto al genere Pythonissa, a seguito di uno studio di Grimm del 1985 è da ritenersi nomen dubium.
- Gnaphosa humilis Banks, 1892a; esemplare femminile reperito negli USA, a seguito di un lavoro degli aracnologi Platnick & Shadab, (1975a), è da ritenersi nomen dubium.
- Gnaphosa immatura Strand, 1942; esemplare juvenile reperito in Inghilterra; il nome è stato cambiato dall'originario G. suspecta O. Pickard-Cambridge, 1879e, in quanto era già stato utilizzato da Herman nel 1879. A seguito di un lavoro dell'aracnologo Bristowe del 1941 è da ritenersi nomen dubium.
- Gnaphosa multispinosa Schenkel, 1936b; esemplare juvenile reperito in Mongolia, a seguito di un lavoro degli aracnologi Ovtsharenko, Platnick & Song del 1992 è da ritenersi nomen dubium.
- Gnaphosa nana (C. L. Koch, 1843); esemplare femminile rinvenuto in Germania e originariamente ascritto al genere Pythonissa, a seguito di uno studio di Grimm del 1985 è da ritenersi nomen dubium.
- Gnaphosa nigella L. Koch, 1878b; esemplare femminile reperito nel Caucaso, a seguito di un lavoro degli aracnologi Ovtsharenko, Platnick & Song del 1992 è da ritenersi nomen dubium.
- Gnaphosa subrufula Strand, 1907m; esemplare maschile rinvenuto in Russia, a seguito di un lavoro degli aracnologi Ovtsharenko, Platnick & Song, 1992 è da ritenersi nomen dubium.
- Gnaphosa thorelli (Lebert, 1877); esemplari maschili e femminili rinvenuti in Svizzera a seguito di uno studio di Grimm del 1985 sono da ritenersi nomina dubia.

### Omonimie
- Gnaphosa caucasica Mcheidze, 1997; ad un esame successivo questi esemplari sono stati considerati omonimi di G. mcheidzeae Mikhailov, 1998[1].
- Gnaphosa punctata Tullgren, 1942; ad un esame successivo questi esemplari sono stati considerati omonimi di Gnaphosa muscorum gaunitzi Tullgren, 1955

### Nomen nudum
- Gnaphosa hortula Roewer, 1955; a questa denominazione non corrispondono esemplari esaminabili, probabilmente si è trattato di un errato nome per G. hastata. Viene considerato come nomen nudum[1].